# Place Beaumanoir
La place Beaumanoir est une voie de Nantes, en France.

## Situation et accès
La place Beaumanoir, qui marque la limite entre les quartiers du Centre-ville et de Dervallières - Zola est traversée par la rue Lamoricière, et se trouve aux débouchés des rues Catinat, Alfred-Riom et Évariste-Luminais. Elle est bitumée et ouverte à la circulation automobile.
Le long du côté nord-est de la place, la Chézine passe dans un canal souterrain qui la conduit vers la Loire.

## Origine du nom
Son nom lui a été attribué en l'honneur du chevalier Jean IV de Beaumanoir, un des héros du combat des Trente en 1351.

## Historique
La place a été aménagée en 1844.
En 1901, la Compagnie générale d'électricité implante, sur l'emplacement d'une ancienne demeure bourgeoise, une usine d'électricité, la seconde à Nantes après celle installée rue Sully en 1891 ; l'établissement est constitué de deux halles, une grande et une petite. Une nouvelle unité de fabrication est construite dans le quartier Chantenay en 1913, l'unité de la rue Lamoricière devient alors une sous-station, qui fournit l'énergie au réseau de l'ancien tramway jusqu'à l'arrêt de l'exploitation de celui-ci, dans les années 1950.
Après cette période, seuls les bureaux administratifs, installés dans l'ancien immeuble bourgeois, poursuivent leur activité, avant la fermeture du site en 1989.
Les deux halles sont réhabilitées en 2000-2001. L'édifice accueille désormais :
- un complexe sportif de quartier (dans la grande halle) ;
- un magasin de proximité à l'enseigne Carrefour City ;
- une agence bancaire de la Société générale.